# آزاده رحمان
آزاده اِمامعَلیِونا رَحمانووا (به تاجیکی: Озода Эмомалиевна Раҳмонов؛ زاده ۳ ژانویه ۱۹۷۸) یک مقام ارشد دولتی، سناتور و دختر رئیس‌جمهور تاجیکستان، امامعلی رحمان است. او در میان ۱۰ زن تأثیرگذار آسیای مرکزی و ۲۰ فرد اثرگذار در تاجیکستان است.

## سنین جوانی و تحصیل
آزاده رحمان با نام کامل آزاده امامعلی رحمان (به تاجیکی: Озода Эмомалиевна Раҳмонова) از دانشگاه ملی تاجیکستان با گرفتن مدرک تخصص در حقوق بین‌الملل در سال ۲۰۰۰ فارغ‌التحصیل شد. وی از سال ۲۰۰۴ تا ۲۰۰۶، در دانشگاه مریلند، اقتصاد و سیاست را فرا گرفت و در دانشگاه جورج تاون دوره‌های زبان انگلیسی را گذراند. او در سال ۲۰۱۲، نامزد دریافت درجه علوم پس از دفاع از پایان‌نامه‌ای دربارهٔ قوانین مربوط به حقوق زنان در تاجیکستان شد که این درجه به او اهدا گردید.